# Извештаји о освајању Мексика
Извештаји о освајању Мексика (Cartas de relación) су писма-извештаји о откривању, освајању и колонизацији Новог света, који су слати у Шпанију. Настају почетком 16. века, а написао их је Ернан Кортес. Његови документи су писани о различитим местима, догађајима, ситуацијама, али су сва намењена Карлу V, владару Шпаније и Светог римског царства. Иако се не може са сигурношћу тврдити да их је сам цар читао, примерак сваког од њих се налази у краљевској библиотеци, што је знак да су важили за врло значајне документе. Кортес је имао у виду и популарност штива и велики утицај на јавно мњење. Укупно их је 5 написао, а преведени су на различите језике.

## Извештаји

### Први извештај
Писмо из Вера Круса је најпроблематичније. Наиме, Кортес га није потписао, него веће новооснованог града Вера Крус 1519. Писмо је несумњиво записано по Кортесовом диктату, што се заснива на стилу и идејама изнетим у извештају. Излажу се две експедиције на Јукатан, припреме за пловидбу и најважнији политички и војни догађаји од поласка са Кубе до оснивања Вера Круса. Текст писма се завршава опширним списком дарова послатих господару.

### Други извештај
Друго писмо се сматра најважнијим, јер тада Кортес 1520. године по први пут описује астечко царство. Тачније, након што су напустили обалу, Шпанци су кренули ка унутрашњости, те описује градове у којима су се нашли, формира тајни савез са Тлашкалом – заклетим непријатељем Астека. 1519. Шпанци стижу до Мексичке долине и тада први пут угледали Теноћтитлан, главни град царства. Спријатељују се с Моктесумом, да би га касније киднаповали и држали као таоца. Религиозни Кортес је почео да замењује паганске симболе хришћанским и наредио да људске жртве морају да престану. У међувремену, Астеци схватају намере Шпанаца, па организују побуну у којој је Моктесума убијен, а Шпанци су били приморани да беже из града уз огромне губитке. Кортес писмо завршава оптимизмом да ће све изгубљено убрзо повратити.

### Трећи извештај
Трећи извештај је потписан 15. маја 1522. године и представља најобимнији документ који је Кортес послао у Шпанију. Подељен је на две целине. У првој говори о опсади Теноћтитлана која се завршава заробљивањем Куаутемока. Кортес представља себе као врсног стратега, храброг и организованог. Други део има за циљ да покаже да освајање није завршено, већ да је тек започето, а да тек сада треба улагати у освојене земље.

### Четврти извештај
Четврти извештај је потписан 15. маја 1524. године у Темиштитану. Доминантна тема овог извештаја је ефикасност и умешност са којима Кортес управља новоосвојеним земљама. Кортес уводи и финансијски елемент. Зато Кортес током целог извештаја лукаво истиче огромне трошкове које је изискивало освајање, унапред износећи своју одбрану.

### Пети извештај
Пети извештај потписан је 3. септембра 1526. године. На почетку, он помиње претходно писмо упућено цару, али је тај документ изгубљен. Овај извештај садржи две врло различите тематске целине. Прва представља детаљан опис похода у Хондурас у циљу кажњавања бунтовног Кристобала де Олида, као и повратак у Мексико где је Кортеса очекивао истражни поступак. Други део извештаја је заправо одбрана од оптужби. Завршава га оптимистично, истичући своју оданост круни и спремност да крене у нове освајачке походе.

## О делу

### Тема
Садржином дела у целости доминирају освајања Кортеса и ширење шпанске моћи на тлу откривеног континента. У складу са тим, тема целог дела би се могла представити као Кортесова извештавања краљу Шпаније о освајању Мексика. Међутим, дело је подељено на пет извештаја, а самим тим и 5 мањих тематских целина. Ту се у Првом извештају као подтема издваја раскол између Дијега Веласкеса и Ернана Кортеса, које касније доживљава врхунац. Као подтеме Другог извештаја издвајају се дуго путовање од обале до уласка у Теноћтитлан, град и његов владар Моктесума, а затим Нарваесов (Pánfilo de Narváez) долазак и сукоб са Кортесом, побуна Мешика и „Тужна ноћ“.

### Идеја
На основу садржаја дела и тема ових писма-извештаја, као једне некохерентне књижевне врсте, закључује се да идеја дела лежи у записивању подвига велесиле и оправдавања масакра над урођеницима у складу са законима и циљевима шпанског краљевства Карла Великог и католичанства.

### Ликови
Карактеризација ликова је директна, у виду коментара и запажања Кортеса, преко којих ми градимо наш став о ликовима и њиховим поступцима. О аутохтоном становништву закључујемо и на основу метафоричке карактеризације, то јест дат нам је амбијент, навике, изглед, атмосфера, природа, што значи да су споредни ликови сасвим скрајнути за добробит Кортесове приче.
Кортес, као  и аутор и протагониста, даје субјективан текст. На основу онога што је написао, а има упориште у истини, он је био добар вођа, слаткоречив у преговорима са домороцима, лукав и увек на опрезу од скривених намера својих непријатеља. Настоји да истакне своју управљачку и ратничку мудрост, чак и науштрб истине, јер је склон и модификовању историјских дешавања, што су приметили хроничари и историчари у годинама које следе. Своје неистомишљенике представља као издајнике, прећуткује оно што му не иде у корист, неретко даје и погрешан број војника, погинулих, бродова или урођеника. Разлози за ове недоследности су претварање да је све под контролом, неоправдано прикупљање мисионарских заслуга или неразумевање система покорених заједница. Битно је имати ово у виду, јер су извештаји морепловаца служили као једини траг несталих цивилизација.
Приповедачки поступак није исти у оба писма, јер се први део пише преко свезнајућег приповедача, дакле у трећем лицу једнине, док је тон у другом извештају личнији, односно имамо фиктивног приповедача, јер аутор учествује у дешавањима о којима се приповеда. То значи и да је грађа узета за Извештаје о освајању Мексика искуствена. Приповедање јесте хронолошко, јер се у тим тренуцима освајања писац обраћа Шпанији. Овим формама приповедања се добија на непосредности и аутентичности исказа.

### Мотиви
Мотиви у делу су у већем делу динамични, јер се дочаравају борбе и анимозитет међу ликовима, док се статични јављају у фрагментима; када се даје изглед племена, портрет домородаца, подробан опис плена или пејзажа, и улога оваквих мотива јесте успоравање радње.

### Ентеријер и екстеријер
Ентеријер је, бар у писмима која се обрађују у овом раду, у мањем делу заступљен, али се то надомешта обилатим прегледима екстеријера, што свакако има изузетну документарну вредност. Дати су нам предели које Кортес прелази, описи градова које покорава, грађевина, религије, детаљни описи аутохтоног становништва уз њихов физички изглед, одећу, навике и ритуале, на пример: „Y entre estas mezquitas hay una que es la principal, que no hay lengua humana que sepa explicar la grandeza y particuliaridades de ella, porque es tan grande que dentro del circuito de ella, que es todo cercado de muro muy alto, se podía muy bien hacer una villa de quinientos vecinos (Главни међу тим храмовима јесте један чију величину и лепоту људски језик не може да дочара, знајте, толико је велик да се унутар зидина којима је окружен може подићи насеље за петсто људи), прецизан попис плена на крају првог писма-извештаја, попут: „unas antiparas de pedrería de piedra azul, enforradas en un cuero que los colores parecen martas, y cuelgan quince cascabales de oro“( „Штитници за потколенице од плавог камена, оивичени крзном, по боји налик кунином. Са сваког од њих виси по петнаест златних новчића.“), дескрипција Мексика, као што је: „Y ya junto a la ciudad está un puente de madera de diez pasos de anchura y por allí está abierta la calzada porque tenga lugar el agua de entrar y salir...(„Град се налази на обали великог сланог језера, па је половина града на води, а половина на копну.")  и државног апарата и хијерархије….
На примеру екстеријера се може видети колико је Кортесу веродостојност била важна и колико је тежио да што тачније обавести краља о својим походима. То је од огромног значаја за интелектуалне кругове, јер ово дело служи као књижевни, документарни и историјски текст, који умногоме употпуњује наше виђење староседелаца. Због тога су реченице претежно дуге, где се таксативно наводи и набраја. Стилских фигура нема у изобиљу, а и сам стил писања је јасан и једноставан. Уочавају се алузије на митове, легенде и божанства: „Que a ocho leguas de esta ciudad de Churultecal están dos sierras muy altas u muy maravillosas, porque en fin de agosto tienen tanta nieve que otra cosa de lo alto de ellas si no la nieve, se parece“(Осам лига од Ћурултекала налазе се две врло високе, прекрасне планине, на чијим се врховима чак и крајем августа бели снег.“). Овде се алудира на Попокатепетл (Планина која се дими) и Истаксиуатл (Бела жена), што су два вулкана, али и два божанства која се у фолклору описују као супружници). Инвокације су честе код Кортеса, јер стално дозива Господа да буде на његовој страни, иако се изричито противи религији урођеника. Понављања и синонимија су присутне у апострофирању, то јест обраћању Карлу Великом или у сличним дескрипцијама оружја и битака.